# 阿華田
阿華田是瑞士溫德公司（Wander AG）出品的一種麥芽乳精飲品。溫德公司已經於2002年成為英聯食品的子公司。
阿華田成分包括51.6%糖（每30g含15.5克糖）、麥芽精華及乳清，後期加入可可粉。它是一種粉狀的產品，以冷或熱牛奶沖泡即成提振精神的飲品，近年來也銷售巧克力棒以及早餐穀片的形式，同時也是一種在茶餐廳常見的飲料。
阿華田原名為Ovomaltine，來自這款飲品最初兩種主要成份——雞蛋的拉丁文以及麥芽的英文。但由於輸出到英國時，當地工人不懂其德語發音，意外地被稱為Ovaltine。公司将错就错使用这一名称为商标，但至今在德國、奧地利及瑞士等德語國家仍然被稱為Ovomaltine。

## 上海
在1930年代阿华田来到上海，当时中文商品名为华福麦乳精，营销策略将其定为游泳后的营养品。九福制药厂从瑞士买来配方后，研制出国产的乐口福麦乳精作为竞争对手，销售至今。

## 香港
1950年代，阿華田在香港的報章廣告強調它是一個可以去除疲勞的補助營養品，以下是一則當時的廣告內容：
|  | 為主婦者日夕料理家務外出市物，凡百所瑣事，在在足以使之過度疲勞，神經緊張。須知過度疲勞及神經緊張可能招致失眠，損害身體健康。為克服此弊病，首須要有特多之營養品來調劑身體之需要。「阿華田」為日常補助食物之無上妙品，調製迅速，富含營養素，內包括補助腦力和活力的多種維他命，「阿華田」易於消化，滋養身體，益腦怡神，使人愉快，增加工作效率，臨睡前飲一杯，更覺身心舒暢，睡夢倍酣。 |

另外，將阿華田和好立克混合的話就會變成兒童鴛鴦，適合兒童飲用，兒童鴛鴦也是香港特有的飲料。

## 在歐洲的食用方式
在英國，阿華田一般分兩種配方出售，一種是用牛奶沖，亦即原味配方。另一種無需牛奶，沖熱水便成。
在瑞士，阿華田是一種多樣化的食品，除了巧克力棒、早餐穀片等吃法，近年更有供塗麵包用的阿華田醬及冰淇淋。

## 資料來源
1. ↑  . 网易. 2019-09-06  [2021-06-29]. （原始内容存档于2021-06-29）.
2. ↑  . 華僑日報. 1953-12-03.

## 外部連結
- 阿華田 台灣官方網站 （页面存档备份，存于）
- 阿華田營養麥芽飲品 - 關於我們 （页面存档备份，存于）